# SG 553
El SG 553 es un fusil de asalto comercializado en 2009. Es la versión mejorada de la SG 552.
A pesar de que en su mayor parte se asemeja  al SG 552, el muelle recuperador del SG 553 está envuelto alrededor de la barra del pistón, como en los modelos SG 550 y SG 551, que mejoran también varias cuestiones de fiabilidad de la SG 552. El SG 553 también permite el uso de la palanca de carga de los SG 550 y SG 551.

## Variantes
- SG 553 SB: Variante estándar.[2]
- SG 553 LB: Variante con cañón más largo de 400 mm.
- SG 553 R: Variante calibre 7,62 × 39 mm.

## Usuarios
- Alemania[3]
- Argentina[3]
- Canadá
- España[4]
- Estados Unidos[3]
- Francia[3]
- Malasia[5]
- Rumania[6]
- Serbia[7]
- Suiza[8]
- Turquía